# Relations entre la Belgique et les Pays-Bas
Les relations entre la Belgique et les Pays-Bas sont les relations internationales s'exerçant entre deux États frontaliers d'Europe, la Belgique et les Pays-Bas.
Les deux pays partagent une frontière terrestre et maritime longue de 451 kilomètres et sont membres de l'Union européenne, de l'OTAN et de l'OCDE. Ils font partie du Benelux avec le Luxembourg et de la région historique des Pays-Bas.
La Flandre, une partie de la Belgique, est la région de langue néerlandaise du pays. La Flandre fait partie de l'Union de la langue néerlandaise.
La Belgique et les Pays-Bas ont conjointement organisé le Championnat d'Europe de football 2000.

Les Pays-Bas au XIV englobaient une partie de la Belgique actuelle.